# Адалберт Ато от Каноса
Вижте пояснителната страница за други личности с името Адалберт.
Адалберт Ато (на италиански: Adalberto Atto, Adalbert Atto, Adalberto Azzo, † 13 февруари 988) е първият граф на Каноса. Той е и граф на Реджо нел'Емилия, Мантуа и Модена, а от 984 г. е и маркграф. Той играе роля в конфликта между император Ото I Велики и Беренгар II, крал на Италия (950 – 961).
Адалберт Ато произлиза от Дом Каноса, лангобардски господари на замъка Каноса. Фамилията му контролира през 940 г. Лука и притежава големи територии в Ломбардия. Той е син на Зигифредо (Зигифрид), de comitatu Lucensi, който се заселва в Лука през 940 г. Зигифред притежава обширни земи в Ломбардия и заедно със синовете си Адалберт Ато, Зигифредо II († сл. 972), и Джерардо († пр. 998) построява в Апенините, на 18 км югозападно от Реджо нел'Емилия (Италия), замъка Каноса.
Адалберт Ато е граф и васал на краля на Италия Лотар II (948 – 950) от род Бозониди и е също на служба при епископ Аделард от Реджо.
За по-нататъшното издигане на фамилията му спомага фактът, че той се грижи за вдовицата на Лотар II – кралицатата на Италия Аделхайд (* 931, † 16 декември 999 г.). Тя е дъщеря на крал Рудолф II от Горна Бургундия, който е също крал на Италия от 922 до 926 г.
Адалберт Ато и епископ Аделард от Реджо помагат на Аделхайд и дъщеря ѝ Ема да избягат от кулата на дворец Гарда, където са отвлечени от Беренгар II през 951 г. Адалберт ги приема радушно и ги закриля в своята крепост в Каноса. От там Аделхайд вика на помощ римско-немския император Ото I, който началото на септември 951 г. пресича лично с войската си Алпите, освобождава я и се жени за нея. За благодарност те даряват на Адалберт Ато графствата Модена, Капри и Реджо през 962 г., графство Мантуа през 977 г. и графство Бреша през 980 г.

## Фамилия
Адалберт Ато се жени за Хилдегард (Илдегарда) († 11 януари 982 г.) от рода Супониди. Двамата имат трима сина и една дъщеря:
- Родолфо († пр. 973/74)
- Теобалд († 1012), маркграф, граф на Бреша
- Pангарда ∞ преди 8 март 991 г. за Манфредо I– маркграф на Торино († 1000)
- Гофредо († сл. 998 г.), през 970 г. епископ и граф на Бреша.